# Жал
Жал — у казахов и киргизов, подгривный конский жир. При отрезании жала от конской туши прирезается немного (до 10 %) мяса с шеи. Вид, консистенция и вкус похожи на вымя, считается лакомой частью конской туши. Употребляется в копчёно-вареном виде, обычно холодным.
Жал зачастую подают с жая — конским огузком, который считается лакомым куском.